# Hong Kong ai Giochi della XVIII Olimpiade
Hong Kong partecipò ai Giochi della XVIII Olimpiade, svoltisi a Tokyo dal 10 al 24 ottobre 1964, con una delegazione di 38 atleti impegnati in 7 discipline per un totale di 24 competizioni.
Fu la quarta partecipazione di questo paese ai Giochi. Non furono conquistate medaglie.